# Port Aransas
Port Aransas è una città degli Stati Uniti d'America, situata nello Stato del Texas, nella Contea di Nueces.

## Società

### Evoluzione demografica
Secondo il censimento del 2000, c'erano 3,370 persone.

### Etnie e minoranze straniere
Secondo il censimento del 2000, la composizione etnica della città era formata dal 93,92% di bianchi, lo 0,42% di afroamericani, l'1,25% di nativi americani, lo 0,86% di asiatici, lo 0,03% di oceanici, il 2,17% di altre razze, e l'1,36% di due o più etnie. Ispanici o latinos di qualunque razza erano il 6,08% della popolazione.